# Paule Andral
Pour les articles homonymes, voir Andral.
Paule Andral est une actrice française née le 14 septembre 1879 à Paris (1er) et morte le 28 mars 1956 à Nice (Alpes-Maritimes).

## Biographie
Fille naturelle de la comédienne Henriette Roucole dite Henriette Andral et du dramaturge Paul Ferrier[réf. nécessaire], Marthe Paule Roucole naît le 14 septembre 1879 dans le 1er arrondissement de Paris.
Après des études à l’Institution Sainte-Geneviève à Asnières, elle entre à l’âge de 16 ans au conservatoire de Paris. Reçue 7e sur 160 candidates, elle intègre la classe d’Eugène Silvain.
À sa sortie, elle est engagée par Paul Porel et Albert Carré au théâtre du Gymnase et choisit le pseudonyme d'Andral comme sa mère. Commence pour elle une longue carrière dramatique qui durera jusqu’aux années 1930. Elle passe successivement au théâtre du Vaudeville, puis au théâtre de l'Ambigu-Comique et au théâtre de l'Odéon. 
Avec Louis Jouvet, elle joue plusieurs pièces de Jean Giraudoux dont Tessa, la nymphe au cœur fidèle et La guerre de Troie n'aura pas lieu au théâtre de l'Athénée. Paule Andral était aussi une grande amie de l’actrice Réjane (1856-1920) avec qui elle fit de nombreuses tournées à l’étranger. 
Elle quitte la vie théâtrale en 1937 et se retire dans sa villa « Les Jasmins » à Villerville dans le Calvados, faisant une ultime apparition au cinéma dans Au royaume des cieux de Julien Duvivier en 1949.
Elle meurt le 28 mars 1956 à Nice, à l'âge de 76 ans, et est inhumée au cimetière du Père-Lachaise (10e division).

### Vie privée

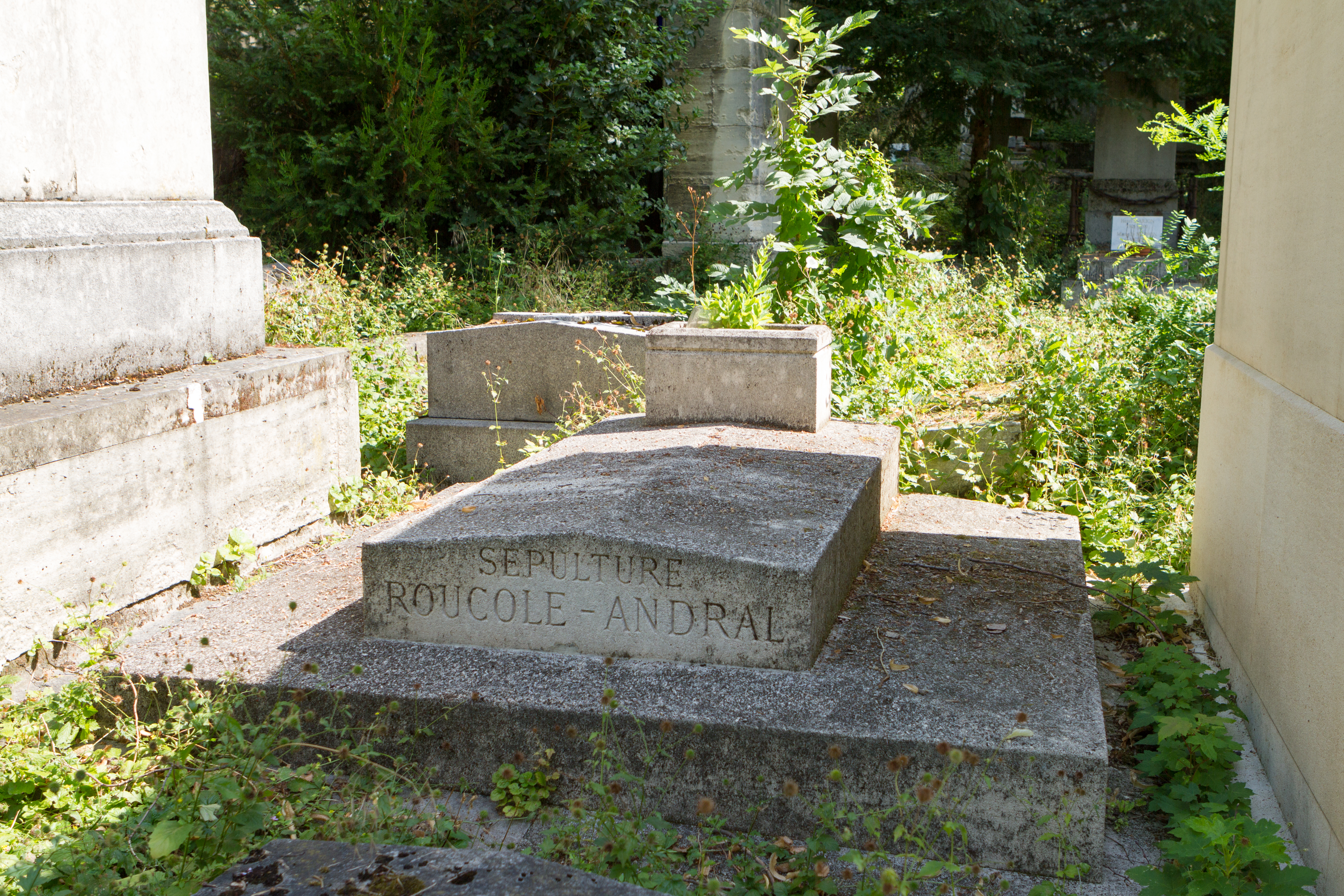
Tombe au cimetière du Père-Lachaise.

Un temps la maîtresse d’Henri d'Orléans[réf. nécessaire], elle épouse en avril 1925 l'acteur Roger Karl dont elle divorcera moins d'un an plus tard. 

## Théâtre

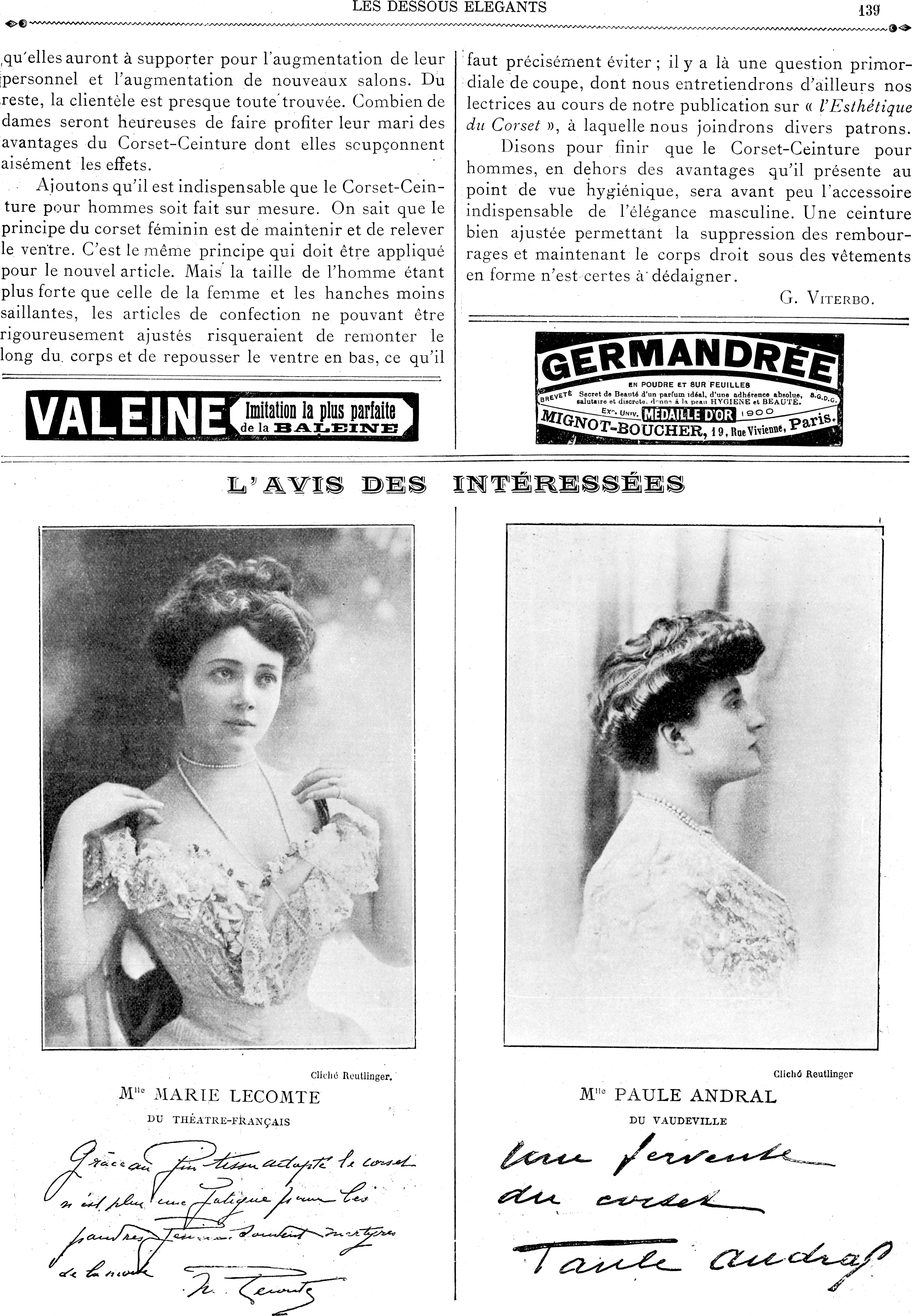
Paule Andral (à droite) dans la revue Les Dessous élégants en 1904.

- 1899 : Le Faubourg d'Abel Hermant, théâtre du Vaudeville
- 1902 : Le Joug d'Albert Guinon et Jane Marny, théâtre du Vaudeville
- 1904 : L'Esbrouffe d'Abel Hermant, théâtre du Vaudeville
- 1905 : L'Armature d'après Paul Hervieu, théâtre du Vaudeville
- 1905 : La Marche nuptiale de Henry Bataille, théâtre du Vaudeville
- 1906 : Éducation de prince de Maurice Donnay, théâtre du Vaudeville
- 1914 : La Sauvageonne d'Edmond Guiraud, théâtre des Bouffes-Parisiens
- 1917 : L'Affaire des poisons de Victorien Sardou, théâtre de l'Odéon
- 1922 : Molière de Henry Dupuy-Mazuel et Jean-José Frappa, mise en scène Firmin Gémier, théâtre de l'Odéon
- 1930 : David Golder, adaptation de Fernand Nozière d'après le roman d'Irène Némirovsky, mise en scène Harry Baur, théâtre de la Porte-Saint-Martin.
- 1932 : Une jeune fille espagnole de Maurice Rostand, théâtre Sarah-Bernhardt
- 1934 : Amphitryon 38 de Jean Giraudoux, mise en scène Louis Jouvet, théâtre de l'Athénée
- 1934 : Tessa, la nymphe au cœur fidèle d'après Basil Dean et Margaret Kennedy, adaptation Jean Giraudoux, mise en scène Louis Jouvet, théâtre de l'Athénée
- 1935 : Knock ou le Triomphe de la médecine de Jules Romains, mise en scène Louis Jouvet, Comédie des Champs-Élysées
- 1935 : La guerre de Troie n'aura pas lieu de Jean Giraudoux, mise en scène Louis Jouvet, théâtre de l'Athénée

## Filmographie
- 1910 : Pour les beaux yeux de la voisine de Georges Denola : la voisine
- 1911 : Le Pain des petits oiseaux d'Albert Capellani
- 1912 : Les Étapes de l'amour de Maurice Le Forestier
- 1912 : Josette d'Albert Capellani
- 1913 : Le Secret de Polichinelle d'Henri Desfontaines
- 1914 : La Belle Limonadière d'Albert Capellani : la belle limonadière
- 1914 : Le Réveil (réalisateur non identifié)
- 1915 : Le Mot de l'énigme de Georges Monca
- 1917 : Par la vérité de Gaston Leprieur et Maurice de Féraudy
- 1929 : Tarakanova de Raymond Bernard : l'impératrice Catherine II
- 1930 : La Ronde des heures d'Alexandre Ryder :  Mme Méry-Velcourt
- 1931 : David Golder de Julien Duvivier : Gloria Golder
- 1931 : Le Rebelle (ou Le Général) d'Adelqui Migliar : Alexandra
- 1932 : Bariole de Benno Vigny
- 1932 : La Belle Aventure de Reinhold Schünzel et Roger Le Bon : la comtesse d'Eguzon
- 1932 : Ne sois pas jalouse d'Augusto Genina : Mme Amin
- 1932 : La Perle de René Guissart : Mme Silberberg
- 1932 : Violettes impériales d'Henry Roussell :  Mme de Montijo mère
- 1933 : L'Étoile de Valencia de Serge de Poligny : Ellinor, tenancière du Paradisio
- 1933 : Faut réparer Sophie d'Alexandre Ryder : la duchesse de Beaudéduit
- 1933 : Idylle au Caire de Reinhold Schünzel et Claude Heymann
- 1933 : Judex 34 de Maurice Champreux :  Mme de Trémeuse
- 1933 : Le Maître de forges de Fernand Rivers : la marquise de Beaulieu
- 1933 : Le Petit Roi de Julien Duvivier : la régente
- 1933 : La Rue sans nom de Pierre Chenal : Louise Johannieu
- 1934 : Le Monde où l'on s'ennuie de Jean de Marguenat : la comtesse de Céran
- 1935 : Dora Nelson de René Guissart : Mme de Chantalard
- 1935 : Parlez-moi d'amour de René Guissart : la duchesse de Rocheterre
- 1936 : Avec le sourire de Maurice Tourneur : Valentine Villary
- 1936 : Gigolette d'Yvan Noé
- 1937 : Nuits de feu de Marcel L'Herbier : la mère de Lisa
- 1949 : Au royaume des cieux de Julien Duvivier : Mme Bardin

## Publications
- Nos vedettes, Paris, préface de Joë Bridge, 1922
- Paule Andral, Qu'il faisait bon vivre (souvenirs d'une comédienne), Paris, Nouvelles éditions latines, 1951

## Distinctions
- Médaille de la Reconnaissance française au titre du ministère de la Justice (décret du 24 septembre 1919)[4].